# Hedda Hosås
Hedda Hosås (Voss, 2001. március 2. –) norvég raliversenyző, hazája első női autóversenyzője. Jelenleg az Extreme E-sorozatban versenyez a JBXE csapat tagjaként. 

## Karrierje
15 évesen kezdett motocrossozni.
2021-ben az Extreme E Sardegna Testen vett részt, ami után a Veloce Racing tartalékpilótává tette. Az Extreme E-ben hivatalosan 2022-ben mutatkozott be, amikor a sérült Christine GZ-t helyettesítette a Desert X-Prix-n. Ezen a versenyen 10. helyezést ért el. A 2022-es Island X-Prix előtt Jenson Button csapata, a JBXE leszerződtette, így a versenyen erősítette a brit istállót. Csapattársa Kevin Hansen lett. A páros eredetileg 4. helyen ért be, de miután a Rosberg X Racing csapatot kizárták, 3. helyezést értek el.